# Рыжиково (Псковская область)
Рыжиково — деревня в Печорском районе Псковской области России. Входит в состав сельского поселения «Паниковская волость».
Расположена на границе (в 0,7 км) с Эстонией, в 10 км к югу от центра города Печоры и в 5 км к северу от волостного центра, деревни Паниковичи.

## Население
Численность населения деревни составляет 17 жителей (2000 год).
| 2001 | 2002 | 2010 |
| ---- | ---- | ---- |
| 17   | ↘8   | ↗13  |

## Топографические карты
- O-35-080-c Масштаб: в 1 км 500 м Госгисцентр